# هيدينن
هيدينن (بالألمانية: Hedingen) هي بلدية ضمن مقاطعة أفولتن في كانتون زيورخ بسويسرا. تُقدر مساحتها ب6.59 كيلومتر مربع، ويقدر عدد سكانها بـ 3694 نسمة (حسب تعداد ديسمبر 2017).

## أعلام
- هاينريش سوتير
- رولف مورر